# تشیستا و هورک
تشیستا و هورک (به چکی: Čistá u Horek) یک منطقهٔ مسکونی در جمهوری چک است که در ناحیه سمیلی واقع شده‌است. تشیستا و هورک ۱۰٫۵۳ کیلومتر مربع مساحت و ۵۵۱ نفر جمعیت دارد و ۴۲۲ متر بالاتر از سطح دریا واقع شده‌است.